# Modelo probabilístico
O modelo probabilístico pontua os documentos por sua probabilidade estimada de relevância com relação à consulta e ao documento, base do Princípio da pontuação de probabilidade, desenvolvido por Robertson. O sistema de RI precisa decidir se os documentos pertencem ao conjunto relevante ou ao conjunto não relevante para uma consulta. Considerando que existe um conjunto relevante predefinido e um conjunto não relevante para a consulta, a tarefa é calcular a probabilidade de que o documento pertença ao conjunto relevante e comparar isso com a probabilidade de que o documento pertença ao conjunto não relevante. É bastante utilizado o algoritmo de pontuação probabilística BM25(Best Match 25)